# محطة مدينة دبي للإنترنت (مترو دبي)
محطة مدينة دبي للإنترنت (بالإنجليزية: Dubai Internet City station)‏؛ هي محطة نقل سريع على الخط الأحمر لشبكة مترو دبي التي تخدم دبي في الإمارات العربية المتحدة، ومنها يمكن الوصول مباشرة إلى محطة إكسبو حيث موقع إكسبو 2020 أو إلى محطة جبل علي الانتقالية التي تنتهي في محطة مركز الإمارات العربية المتحدة للصرافة.
تم إغلاق المحطة بسبب الفيضانات في 16 أبريل 2024، وأعيد فتحها بعد يومين نتيجة لإجراء فحوصات الصيانة في المحطة.